# Paek Keebong
Paek Keebong (koreanisch 백기봉; * 19. Dezember 1964) ist ein südkoreanischer Jurist und Richter am Internationalen Strafgerichtshof.

## Leben und Wirken
Paek studierte ab 1983 Rechtswissenschaften an der Seoul National University, wo er seine Studien 1987 mit dem Erwerb des Bachelor of Laws abschloss. 1992 schloss er ein zweijähriges Weiterbildungsprogramm für den südkoreanischen Justizdienst ab. Anschließend arbeitete er als Staatsanwalt bei der Staatsanwaltschaft von Seoul-Zentral. Es folgten nach verschiedenen Wechseln Stationen bei den Staatsanwaltschaften Seosan, Suwon und Daejeon. 1997 absolvierte er ein Qualifikationsstudium an der Columbia Law School, wo er 1998 den Titel Master of Laws erwarb. 1999 wechselte Paek an das südkoreanische Justizministerium, wo er stellvertretender Direktor der Abteilung für internationale Strafrechtsfragen wurde. 2003 schloss sich Paek dem Büro der Vereinten Nationen für Drogen- und Verbrechensbekämpfung (UNODC) in Wien an. Zwei Jahre später kehrte er nach Südkorea zurück und arbeitete wieder als Staatsanwalt. Nunmehr wurde er an den Staatsanwaltschaften Seoul-Süd, Daegu und Incheon eingesetzt, bevor er 2008 abermals an das südkoreanische Justizministerium wechselte. Im selben Jahr wurde er von der Hanyang-Universität mit einer völkerrechtlichen Schrift zum Dr. iur. promoviert. Im Juni 2011 wurde Paek Pressesprecher der südkoreanischen Generalstaatsanwaltschaft, kehrte aber bereits im August 2011 an das UNODC zurück. Von 2014 bis 2023 war er als Rechtsanwalt bei Kim & Chang tätig.
Im Dezember 2023 wurde Paek zum Richter am Internationalen Strafgerichtshof gewählt. Er trat seine voraussichtlich neunjährige Amtszeit am 11. März 2024 an. Daneben ist er Autor einiger Schriften zum internationalen Straf- und Strafprozessrecht.